# Ismael Borboña Luputey
Ismael Borboña Luputey (23 de enero de 1965) es un deportista cubano que compitió en judo. Ganó dos medallas en los Juegos Panamericanos en los años 1987 y 1991, y dos medallas en el Campeonato Panamericano de Judo en los años 1988 y 1990.

## Palmarés internacional
| Juegos Panamericanos    | Juegos Panamericanos          | Juegos Panamericanos | Juegos Panamericanos |
| Año                     | Lugar                         | Medalla              | Categoría            |
| ----------------------- | ----------------------------- | -------------------- | -------------------- |
| 1987                    | Indianápolis (Estados Unidos) | Medalla de oro       | –65 kg               |
| 1991                    | La Habana (Cuba)              | Medalla de bronce    | –71 kg               |
| Campeonato Panamericano |                               |                      |                      |
| Año                     | Lugar                         | Medalla              | Categoría            |
| 1988                    | Buenos Aires (Argentina)      | Medalla de bronce    | –65 kg               |
| 1990                    | Caracas (Venezuela)           | Medalla de plata     | –71 kg               |